# Jón Leifs

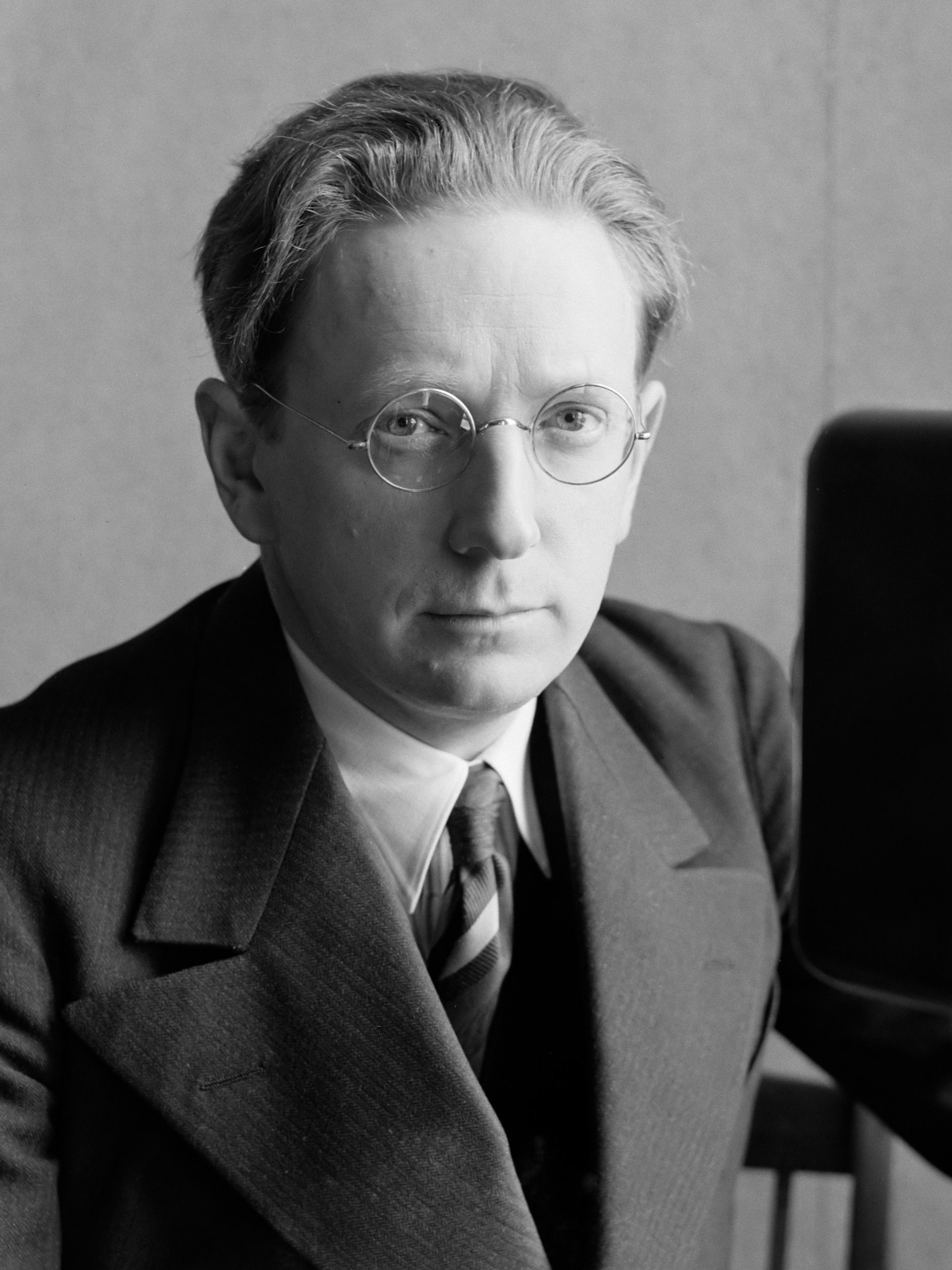
Jón Leifs (1934)

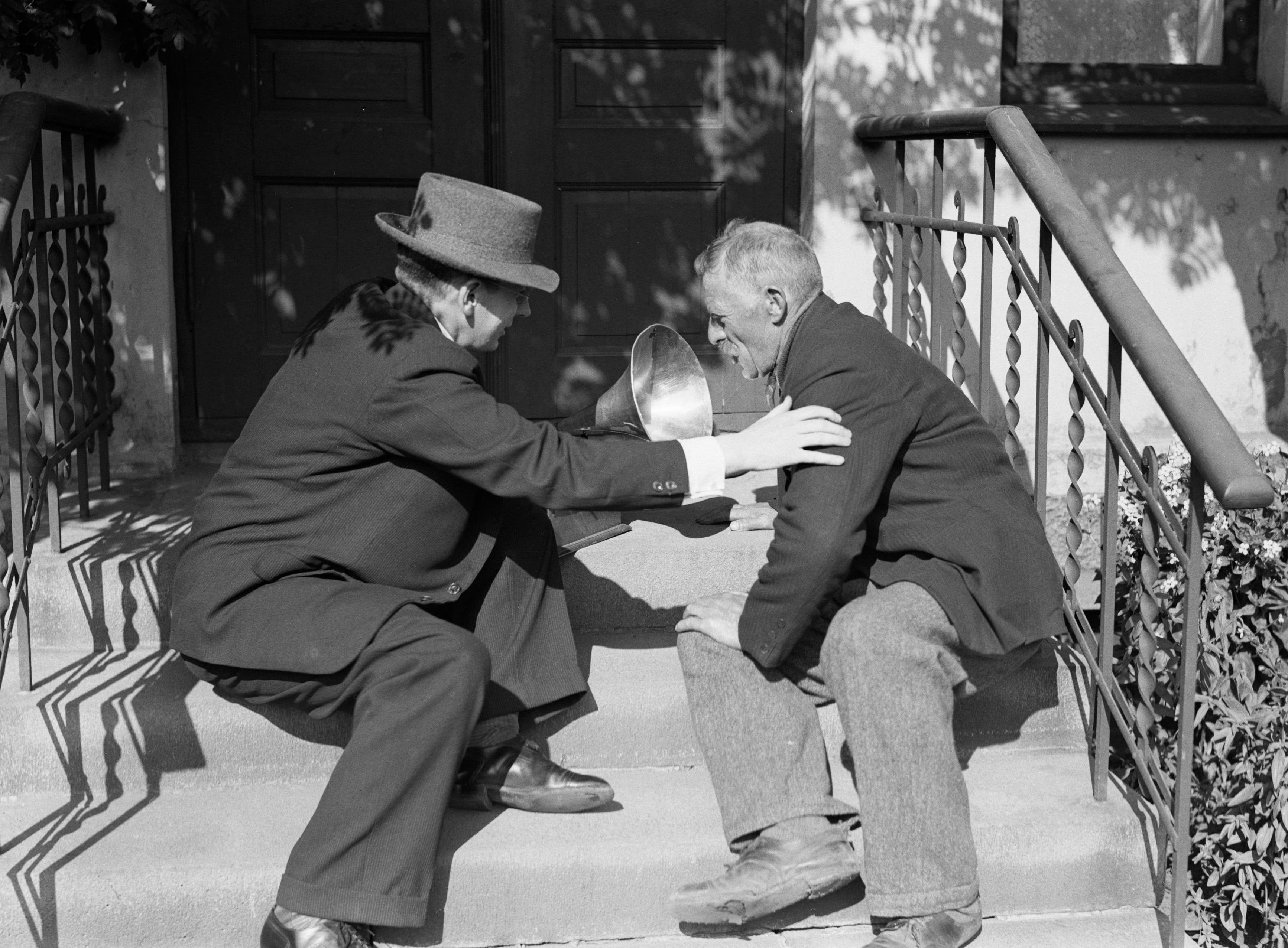
Jón Leifs (l.) legt oude volksliedjes vast

Jón Leifs (Sólheimar, Austur-Húnavatnssýsla, 1 mei 1899 — Reykjavik, 30 juli 1968) was een IJslandse componist, dirigent en schrijver over muziek.

## Leven en werk
Na een jeugd aan de noordwestkust verliet hij IJsland op 17-jarige leeftijd om in Duitsland te studeren aan het conservatorium van Leipzig. Zijn docenten waren Robert Teichmüller (piano) en Paul Graener (compositie). Daar leerde hij zijn vrouw Annie Riethof kennen, die ook piano studeerde. Hij studeerde in 1921 af, besloot te stoppen met pianospelen en legde zich vervolgens toe op componeren en orkestdirectie. Na lessen bij onder anderen Hermann Scherchen werd hij een succesvol dirigent, met name in Duitsland, Tsjechoslowakije en Scandinavië. Ook schreef hij veel artikelen voor kranten en tijdschriften over diverse facetten van muziek en componeren.
Hij en zijn joodse vrouw kregen twee dochters: Snót en Líf. Hij woonde achtereenvolgens in Rehbrücke bij Potsdam, Wernigerode (Harz) en Baden-Baden. Ten tijde van de Tweede Wereldoorlog werden Jón en zijn gezin lastiggevallen door de nazi's, maar ze hadden het geluk dat ze niet gedeporteerd werden. In 1944 kregen ze, verrassend genoeg, toestemming om naar Zweden te verhuizen. Vlak na aankomst met zijn familie in Stockholm scheidde hij van zijn vrouw. Mede hierdoor werd hij verdacht van collaboratie met de nazi's. Deze laster heeft hem zijn hele verdere carrière achtervolgd.
In 1945 keerde hij terug naar IJsland, waar hij zich als componist tot taak stelde het land een eigen muzikale identiteit te geven. Ook werd hij een voorvechter voor de rechten van kunstenaars.
Annie en hun dochters waren in Zweden achtergebleven. In 1947 verdronk zijn 17-jarige dochter Líf tijdens het zwemmen voor de Zweedse westkust. Hevig aangedaan door dit verlies schreef Jón Torrek (voor zang en piano), Requiem (voor gemengd koor), Erfiljóð en Vita et Mors, beschouwd als een van zijn mooiste werken. In deze periode is Jón opnieuw getrouwd geweest en snel daarop weer gescheiden. In 1956 trouwde hij voor de derde keer.
Opvallende kenmerken van zijn werk zijn elementen uit de Edda en de IJslandse saga's die hij in zijn composities verweven heeft. Dat geldt niet alleen voor de verhaallijnen, maar ook voor het integreren van de typische middeleeuwse IJslandse muziek- en zangtechnieken rímur en tvísöngur in zijn orkestwerken. Daarnaast gebruikte hij een grote hoeveelheid onalledaagse slaginstrumenten. Voorbeelden zijn (in formaat oplopende) stenen en keien waarop geslagen wordt, ijzeren kettingen, het bewerken van massief ijzeren aambeelden met voorhamers en het gebruik van ijzeren schilden, bekleed met hout en leer.
Zijn laatste werk, "Hughreysting", Intermezzo fyrir strokhljómsveit ("Troost", Intermezzo voor strijkorkest) schreef hij op zijn sterfbed als laatste groet aan de mensheid. Hij overleed in 1968 in Reykjavik aan longkanker. Het leven van Jón Leifs en zijn gezin is door de IJslandse regisseur Hilmar Oddsson verfilmd in Tár úr steini (Tranen van steen).

## Composities (selectie)
- Torrek - Intermezzo (1919), opgedragen aan zijn toekomstige vrouw.
- Studies voor soloviool, opus 3.
- Þríþætt hljómkviða (Trilogia piccola), opus 1 (1919-1924).
- Minni Íslands, opus 9 (1926).
- Galdra-Loftr, opus 6a (1925).
- Forleikr að "Galdra-Lofti" (Ouverture voor "Loftr"), opus 10 (1927).
- Mors et Vita , opus 21 (Eerste strijkkwartet).
- Torrek opus 33a.
- Erfiljóð, opus 35.
- Íslensk rímnadanslög (IJslandse volksdansen), opus 11 (1923-1931).
- Edda I, Oratorio - De schepping, opus 20 (1935).
- Requiem, opus 33 (1947).
- Þrjú óhlutræn málverk (Trois peintures abstraites), opus 44 (1955).
- Baldr, Opus 34 (1948).
- Sinfónía I (Söguhetjur), opus 26 (1941-1942), ook bekend als Saga Symfonie.
- Vita et Mors, opus 36 (Tweede strijkkwartet) (1951).
- Réminiscence du Nord, opus 40 (1952).
- Geysir, opus 51 (1961).
- Hekla, opus 52 (1961).
- Dettifoss, opus 57.
- Hafís, opus 61.
- Elegy (Hinsta kveðja), opus 53 (1961), geschreven ter nagedachtenis aan zijn moeder.
- El Greco, opus 64 (Derde strijkkwartet).
- Hughreysting (Troost), Intermezzo voor strijkorkest